# ドゥニ・ヴィルヌーヴ
ドゥニ・ヴィルヌーヴ（Denis Villeneuve, 1967年10月3日 - ）は、カナダの映画監督、脚本家。

## 来歴
1967年、カナダのケベック州で公証人の父親と専業主婦の母親の長男として生まれる。ケベック大学モントリオール校で映画について学び、キャリア初期にはラジオ・カナダの若年映画コンペ「La Course Europe-Asie」で受賞した。ジニー賞の監督賞は『渦』（2000年）、『静かなる叫び』（2009年）、『灼熱の魂』（2010年）で計3回受賞した。
『灼熱の魂』は第83回アカデミー賞の外国語映画賞にカナダ代表として出品され、本戦ノミネートを果たした。
2013年には『プリズナーズ』でハリウッドデビューを果たす。

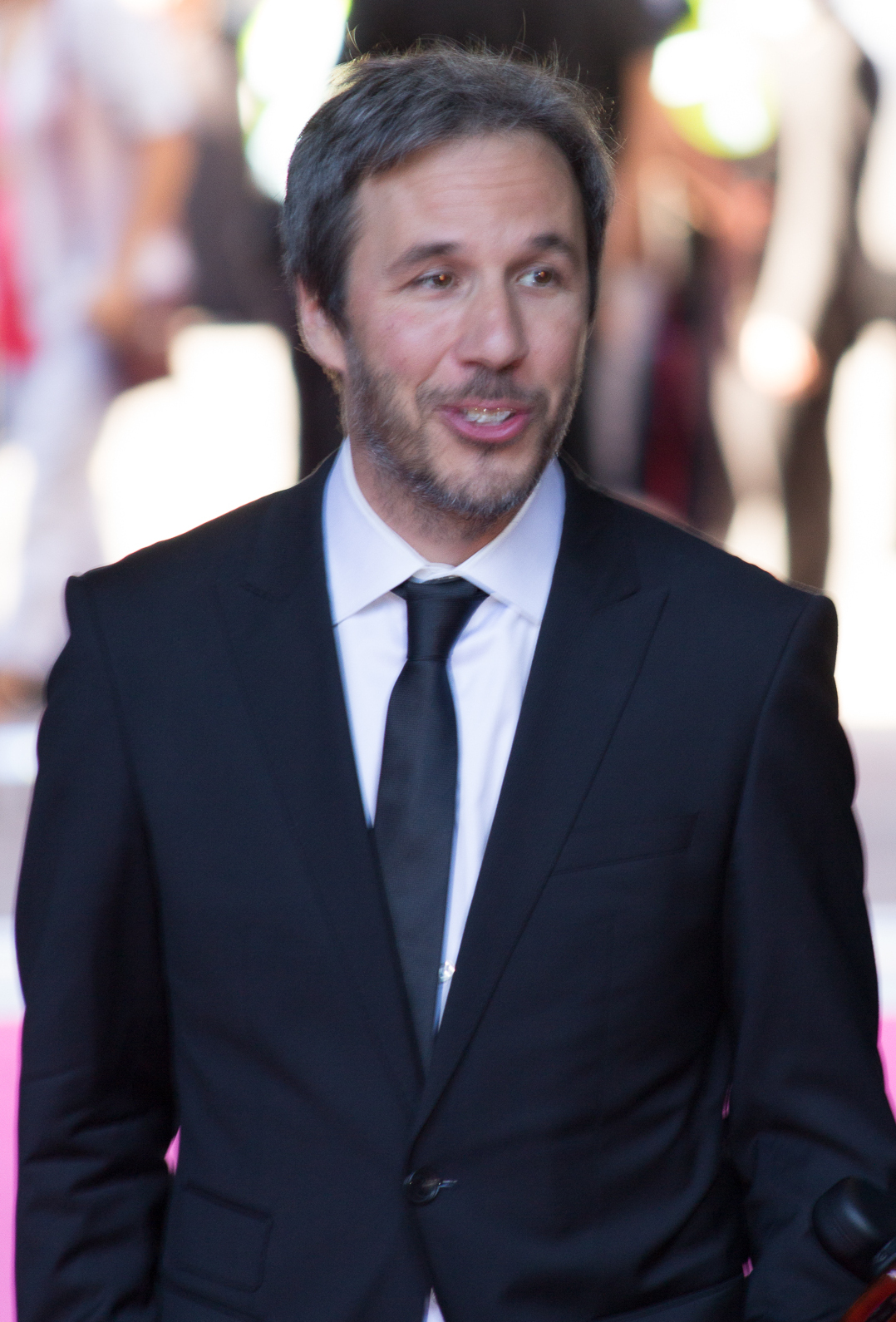
2013年、トロント国際映画祭にて

2016年、エイミー・アダムス主演の『メッセージ』を監督し、第89回アカデミー賞において監督賞にノミネートされた。また、作品賞を含む7部門にノミネートされ、アカデミー音響編集賞を受賞した。
2017年、カルト的な人気を誇るSF映画の金字塔『ブレードランナー』の35年ぶりの続編となる『ブレードランナー 2049』を発表し、アカデミー賞では無冠の帝王とされていた撮影監督のロジャー・ディーキンスに初となる撮影賞をもたらした。
2021年、フランク・ハーバートのSF大河小説『デューン砂の惑星』を原作とした『DUNE/デューン 砂の惑星』を監督。コロナ禍での公開でありながら、全世界で2億2320万ドルの興行収入を記録した。また第94回アカデミー賞では監督賞こそ逃してしまったものの、作品賞を含む10部門にノミネートされ、その年では最多となる6部門を受賞した。
2024年には、続編『デューン 砂の惑星PART2』が公開。世界興行収入6億ドルを超えるヒットとなり、その影響でシリーズの世界累計興行収入が10億ドルを突破した。

## フィルモグラフィ
| 年   | 題名                                    | 役割             | 備考                                                            |
| ---- | --------------------------------------- | ---------------- | --------------------------------------------------------------- |
| 1994 | REW-FFWD                                | 監督・脚本       |                                                                 |
| 1996 | Cosmos                                  | 監督・脚本       | 「Technétium, Le」の章のみ                                      |
| 1998 | Un 32 août sur terre                    | 監督・脚本       |                                                                 |
| 2000 | 渦 Maelström                            | 監督・脚本       | ジニー賞5部門受賞、第51回ベルリン国際映画祭国際批評家連盟賞受賞 |
| 2008 | 華麗なる晩餐 Next Floor                 | 監督・脚本       | 第4回札幌国際短編映画祭最優秀美術賞受賞                         |
| 2009 | 静かなる叫び Polytechnique              | 監督・脚本       | ジニー賞9部門受賞                                               |
| 2010 | 灼熱の魂 Incendies                      | 監督・脚本       | ジニー賞8部門受賞                                               |
| 2013 | プリズナーズ Prisoners                  | 監督             |                                                                 |
| 2013 | 複製された男 An Enemy                   | 監督             |                                                                 |
| 2015 | ボーダーライン Sicario                  | 監督             |                                                                 |
| 2016 | メッセージ Arrival                      | 監督             |                                                                 |
| 2017 | ブレードランナー 2049 Blade Runner 2049 | 監督・脚本       |                                                                 |
| 2021 | DUNE/デューン 砂の惑星 Dune             | 監督・脚本・製作 |                                                                 |
| 2024 | デューン 砂の惑星PART2 Dune: Part Two   | 監督・脚本・製作 |                                                                 |
| 2026 | Dune: Part Three                        | 監督・脚本・製作 |                                                                 |
| TBA  | Rendezvous with Rama                    | 監督             | 原作はアーサー・C・クラークのSF小説『宇宙のランデヴー』         |
| TBA  | Cleopatra biopic Film                   | 監督             |                                                                 |
| TBA  | Bond 26                                 | 監督             |                                                                 |
| TBA  | New 007 film                            | 監督             |                                                                 |

## 関連書籍
- 『ドゥニ・ヴィルヌーヴの世界 : アート・アンド・ソウル・オブ・DUNE/デューン 砂の惑星』 著：タニア・ラポイント、序文：ドゥニ・ヴィルヌーヴ、イントロダクション：ブライアン・ハーバート&ケヴィン・J・アンダーソン、訳：阿部清美、DU BOOKS、2021年10月。ISBN 978-4-86647-143-3。
- 『ドゥニ・ヴィルヌーヴの世界 : アート・アンド・サイエンス・オブ・メッセージ』 著：タニア・ラポイント、序文：テッド・チャン、訳：阿部清美、DU BOOKS、2023年2月。ISBN 978-4-86647-168-6。